# Ürgeteg
Ürgeteg (románul: Ortiteag) település Romániában, a Partiumban, Bihar megyében.

## Fekvése
A Réz-hegység alatt, Élesdtől délkeletre, a Sebes-Körös bal partja melletti úton fekvő település.

## Története
Ürgeteg nevét 1335-ben említette először oklevél Urguteg néven.
1341-ben  p. Wrgeteg, Vrgeteg, 1692-ben Urgeteg, 1808-ban Ürgeteg, Orgyetyag, 1888-ban Ortyityág, 1913-ban Ürgeteg néven írták.
Ürgeteg birtokosa a 19. század század első felében Szervoneczky László volt.
1910-ben 613 lakosából 22 magyar, 590 román volt. Ebből 6 római katolikus, 13 református, 585 görögkeleti ortodox volt.
A trianoni békeszerződés előtt Bihar vármegye Élesdi járásához tartozott.

## Nevezetességek
- Görög keleti temploma